# Gymnocranius euanus
Gymnocranius euanus är en fiskart som först beskrevs av Günther, 1879.  Gymnocranius euanus ingår i släktet Gymnocranius och familjen Lethrinidae. Inga underarter finns listade i Catalogue of Life.